# كريستوفر شورخ
كريستوفر شورخ (بالألمانية: Christopher Schorch)‏ (مواليد 30 يناير 1989 في هاله - ألمانيا الشرقية) لاعب كرة قدم ألماني يلعب حاليا لصالح نادي الدرجة الأولى كولن الألماني منذ 2009 في مركز قلب الدفاع . .

## روابط خارجية
- كريستوفر شورخ على موقع قاعدة بيانات كرة القدم.إي يو (الإنجليزية)
- كريستوفر شورخ على موقع بيانات كرة القدم. دي إي (الألمانية)
- كريستوفر شورخ على موقع Soccerway.com (الإنجليزية)
- كريستوفر شورخ على موقع عالم كرة القدم.نت (الإنجليزية)
- كريستوفر شورخ على موقع كووورة